# Never send flowers
Never Send Flowers är den trettonde romanen av John Gardner som handlar om Ian Flemings hemliga agent James Bond. Boken kom 1993 men har hittills inte blivit översatt till svenska.

## Handling
Fyra personer, till synes utan koppling sinsemellan, dödas på olika sätt, av olika mördare. I Schweiz blir en femte person, MI5-agenten Laura March, mördad, återigen på ett nytt sätt. Eftersom den schweiziska polisen inte vill att MI5 utreder ett fall där de kan vara inblandade, får James Bond i uppdrag att åka dit för att följa utredningen på nära håll. Han blir mött av den schweiziska agenten Fredericka "Flicka" von Grüsse. Hon berättar att March åkt dit för att träffa sin bror David, vilket överraskar Bond eftersom March saknat syskon. Det visar sig dock att March ljugit eftersom hennes bror blivit galen och mördat flera personer. Han hade dött i fängelset, vilket gör att Bond och Flicka fortfarande undrar över vem hon hade träffat de senaste gångerna i Schweiz.
Bond och Flicka undersöker hotellet där March bodde och hittar ett brev till David. De skickar en kopia till London och medan de väntar älskar de. Nästa morgon upptäcker de att någon stulit brevet. Efter att ha meddelat sin chef, åker Bond med Flicka till berget där March dött och får reda på att den schweiziska polisen upptäckt att den misstänkte mördaren kom dit som en person och åkte som en annan, med en distinkt käpp, som får Bond att tänka på ett av de tidigare morden. 
Innan Bond och Flicka hinner agera vidare får de veta att de kopplats bort från fallet, på grund av slarvet med brevet. Bond tar då en månads ledigt. Han upptäcker snart att MI5 skuggar honom, och genom en vilseledningsmanöver lyckas han träffa en av de MI5-agenter som han fått förtroende för. Hon berättar att March senaste pojkvän varit David Dragonpol, den bäste brittiske skådespelaren sedan Laurence Olivier, som nyligen dragit sig tillbaka av okänd anledning till sitt slott på floden Rhen. När Bond går därifrån till ett möte med Flicka blir han misstänkt för mordet på MI5-agenten. Bond går till polisen som fått instruktioner från Bonds chef, M, att släppa honom. 
Nästa steg blir att gå på March begravning, dit någon skickat en underlig blomma, en hybrid-ros, precis en sådan som sänts till de tidigare fyra morden. Bond beslutar sig för att ta med Flicka till Dragonpols slott. Väl där träffar de Dragonpol och hans syster, Maeve, som tillsammans visar sig hålla på med att förbereda ett gigantiskt teatermuseum. Flicka berättar för Bond om den schweiziska polisens misstankar mot Dragonpol som terrorist, men den sista ledtråden är Maeve Dragonpols intresse för hybrid-rosor. De flyr genom Dragonpols teatermuseum och hittar planer som tyder på att det kommer att ske attentat i Milano, Athen och Paris: mot Kiri Te Kanawa, Yassir Arafat och några som de inte kan identifiera. De förlorar dock spåren efter Dragonpol som kan vara var som helst, med vilket utseende som helst. 
M ger Bond och Flicka det nya uppdraget att bli offerlamm åt Dragonpol i Milano. Efter en kort tid anfaller han – sin tvillingbror, den riktige David Dragonpol. I förhör med M och flera andra avslöjar tvillingbrodern, Daniel Dragonpol, att David föddes som dövstum och därför hölls hemlig av familjen, men återfick hörsel och tal efter en olycka. Han blev besatt av att bli den bäste skådespelaren, men hade också börjat lönnmörda folk. Mordet på sin bror var Daniel Dragonpols sätt att komma undan skulden. 
Snart visar det sig att det enbart varit en krigslist och att han flytt, liksom Maeve gjort. Bond listar ut vart Dragonpol är på väg, till Eurodisney, där han ska mörda prinsessan Diana och hennes två söner. Han lägger upp en försvarsplan, men blir överlistad av Dragonpol. Bond lyckas ändå döda Dragonpol och avstyra attentatet.
Som avslutning öppnar Bond för ett eventuellt bröllop med Flicka.

## Karaktärer (i urval)
- James Bond
- M
- Fredericka (Flicka) von Grüsse
- David Dragonpol
- Maeve Dragonpol
- Laura March
- Bodo Lempke
- Bill Tanner
- Ann Reilley
- Miss Moneypenny
- May
- Ms Chantry

## Kuriosa
- I John Gardners första utkast var mördarens mål på EuroDisney en känd rockgrupp, och inte den brittiska kungafamiljen som det senare blev.